# Frank C. Walker
Frank Comerford Walker, né le 30 mai 1886 à Plymouth (Pennsylvanie) et mort le 13 septembre 1959 à New York, est un homme politique américain. Membre du Parti démocrate, il est Postmaster General des États-Unis entre 1940 et 1945 dans l'administration du président Franklin Delano Roosevelt et brièvement dans celle de son successeur Harry S. Truman.

## Source
- (en) Cet article est partiellement ou en totalité issu de l’article de Wikipédia en anglais intitulé « Frank Comerford Walker » (voir la liste des auteurs).